# Skårtebo naturreservat

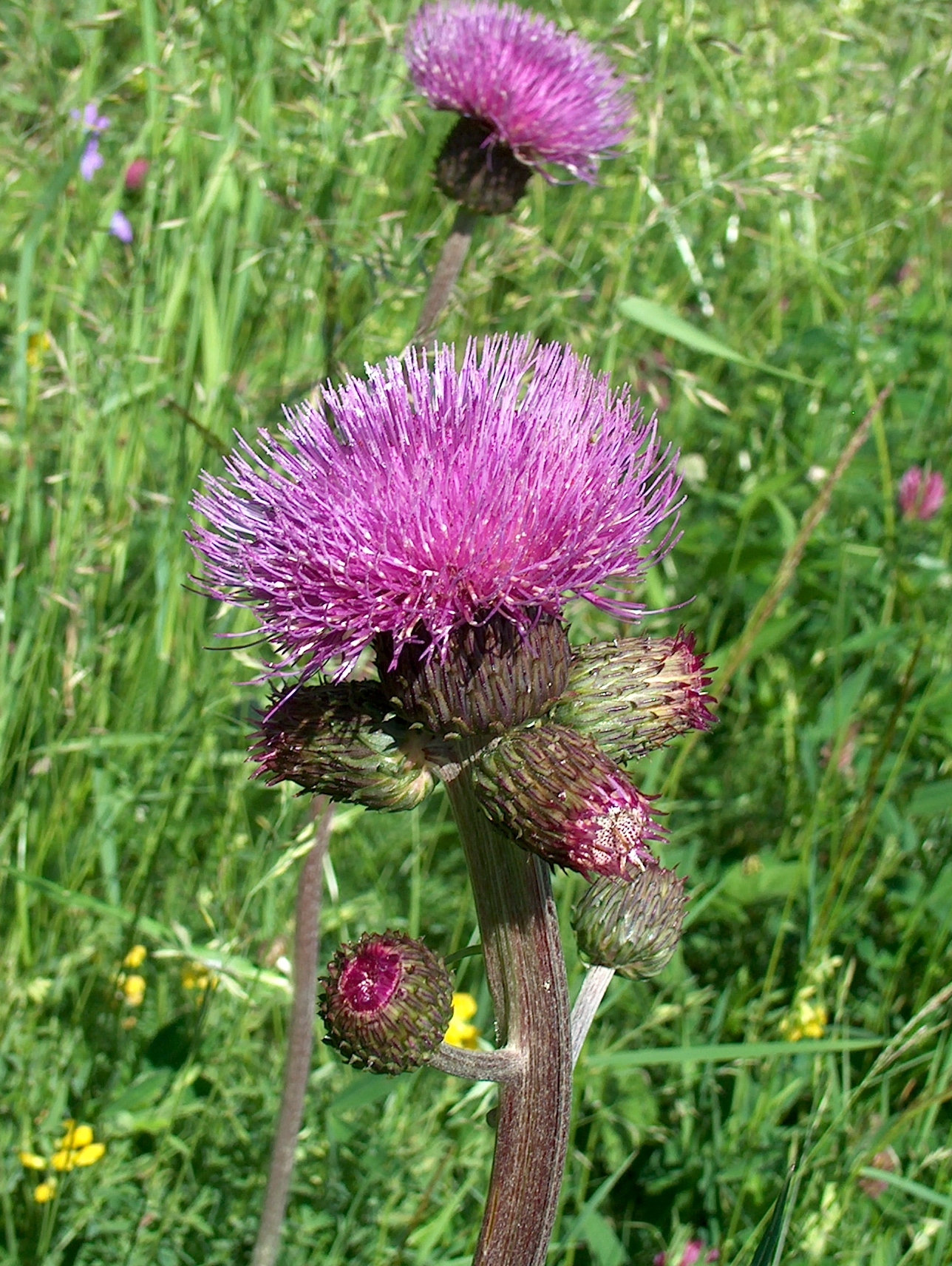
Brudborste

Skårtebo är ett naturreservat i Tranemo kommun i Västra Götalands län.
Området är skyddat sedan 1967 och är 20 hektar stort. Det är beläget norr om Limmared. 
Skårtebo var ett gammalt vackert prästboställe och fungerade som sådant från mitten av 1600-talet fram till 1923. Den senare mangårdsbyggnaden uppfördes år 1816 och brann ner 2016. Runt den kvarvarande grunden finns gamla vårdträd bevarade. Reservatet har markerade stigar och rastplatser med bord och bänkar. 
I norra delen av reservatet finns rasbranter med lind och andra lövträd. Inom områdets lite fuktigare del växer smörboll och brudborste. Nära reservatet finns en kulle med grundmurarna efter Openstens fästning, som uppfördes på 1300-talet. Dit leder en vandringsled, en del av den gamla Oxabanan.
Reservatet förvaltas av Västkuststiftelsen.